# Thyhallerne
La Thyhallerne est un hall omnisports situé à Thy, dans le Jutland du Nord, où évolue le club de handball du Mors-Thy Håndbold, club évoluant en Håndboldligaen.